# Crisi social i econòmica a la Corona d'Aragó

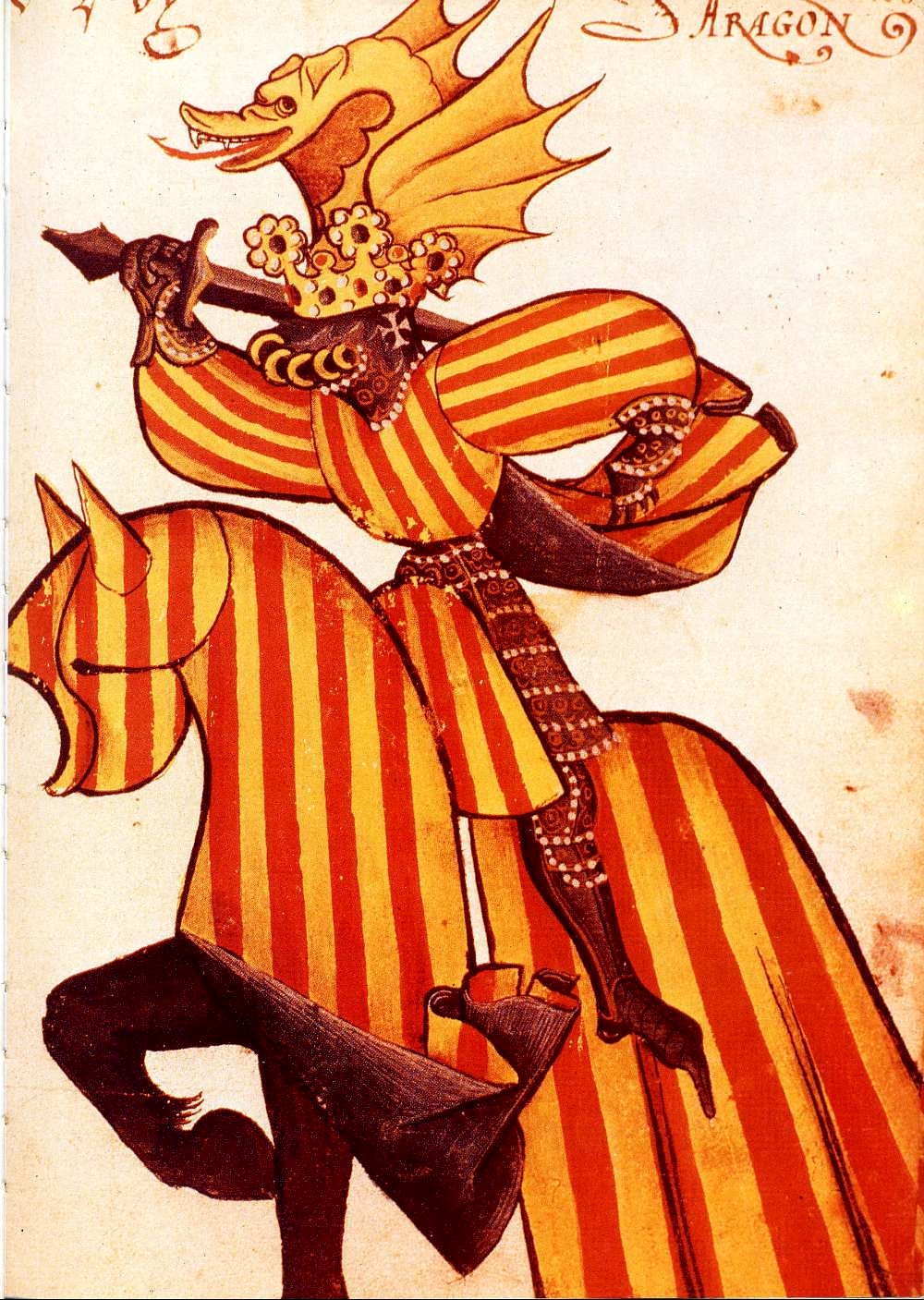
Representació heràldica del rei de la Corona d'Aragó, vers 1433-1435.

La crisi social i econòmica a la Corona d'Aragó, durant els segles xiv i xv, va coincidir amb la ruptura del consens entre la monarquia i els estaments, fets que van predominar sobre els èxits militars i polítics, com la conquesta del Regne de Nàpols.
A la fi, l'única explicació possible és que s'havia trencat, com deia Pierre Vilar, "l'equilibri en la prosperitat", és a dir, que la minva de la riquesa, efecte de la crisi, incitava els homes a disputar més que abans pels béns que s'esmunyien, i fent-ho posaven en perill l'ordre social i els compromisos sobre els quals s'havia construït l'ordenament polític.

## La crisi econòmica: diner, finances i comerç
El món urbà i les activitats i valors econòmics relacionats més estretament amb els negocis dels ciutadans no van escapar, doncs, a la crisi: primer era el desequilibri del sistema monetari; després, els problemes de les finances; a continuació, les dificultats del comerç i de la producció; i, finalment, les confrontacions socials i polítiques.

### El desequilibri del sistema monetari
Al principi del segle xiv, el món urbà de la Corona d'Aragó basava les seves activitats econòmiques corrents en la moneda de billó, anomenada també diner ternal o menuda, i les més importants, en la moneda de plata (el croat a Catalunya).
Per imperatius del comerç internacional i raons de prestigi, Pere el Cerimoniós va encunyar el florí d'or d'Aragó, una moneda de gran valor que tenia un pes de 3,48 g i un valor de llei de 22 quirats.
Aquesta moneda només es podia mantenir si es mantenien els nivells de producció i exportació, l'equilibri de la balança comercial, la contenció de la despesa pública i la pau social. Tot això no va ser possible, i aviat van començar les devaluacions del florí d'or d'Aragó fins que, el 1365, es va estabilitzar a 18 quirats, mentre la burgesia catalana dipositava la seva confiança en el croat de plata, del qual va mantenir el valor intrínsec i la cotització fins al 1407. Llavors 1 croat equivalia a 12 diners, i 1 florí, a 11 croats. El resultat era que en l'equació bimetàl·lica la plata resultava infravalorada respecte de l'or, amb la qual cosa el croat va tendir a desaparèixer del mercat per efecte de l'atresorament i l'especulació.
Per a evitar-ho, el 1408 es va produir la revalorització del croat i es van modificar les equivalències: el croat va passar a valer 18 diners, i el florí, 7,5 croats. La revaluació de la plata respecte de l'or no va resoldre, però, els problemes de l'evasió de moneda ni de la invasió de moneda francesa, que van continuar almenys fins cap al 1420.
Durant el període de 1420-1440, que va ser de recuperació relativa, el sistema monetari va retrobar un cert equilibri, i segurament van cessar les evasions de moneda. Després, però, els problemes de la balança comercial, lligats a la producció i al mercat, i centrats a Barcelona pel que fa a la qüestió monetària, es van intentar resoldre amb una devaluació de la moneda el 1454.

### Els problemes financers

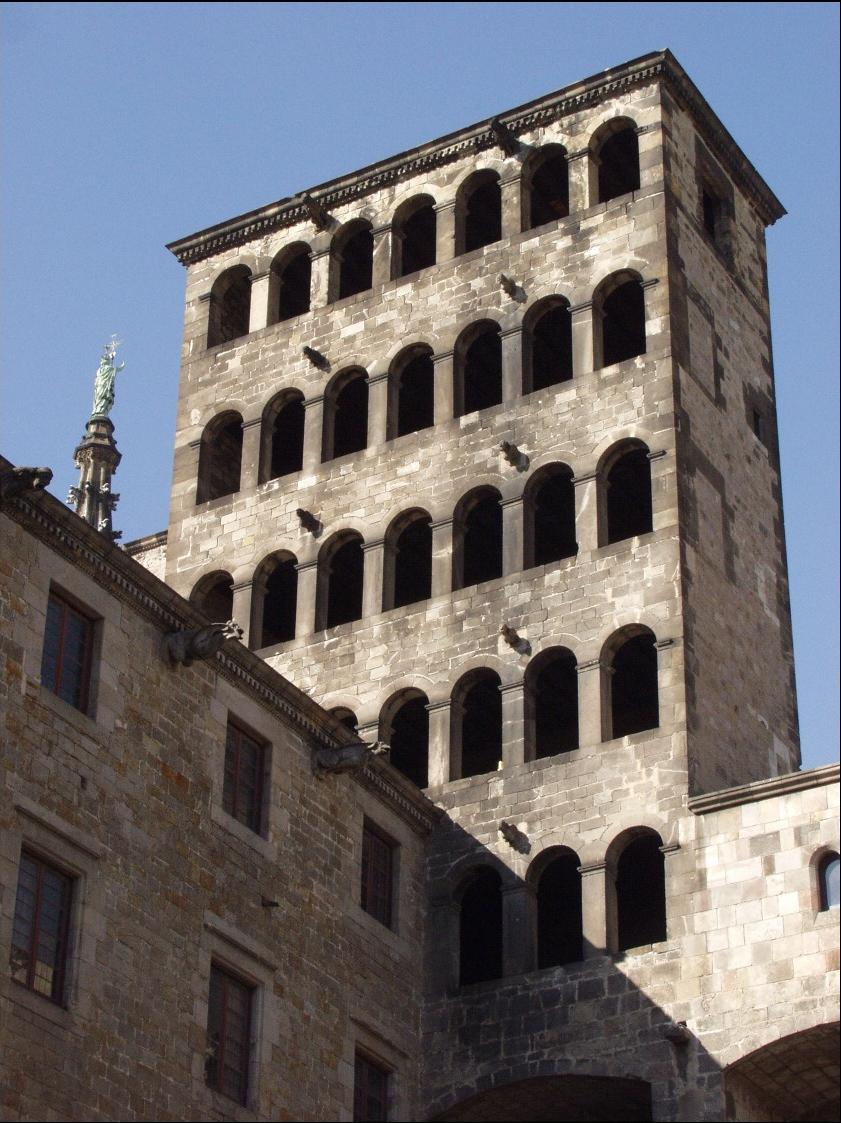
Plaça del rei de Barcelona, arquitectura gotica del.

Les finances públiques mostraven el procés acumulatiu de la crisi en forma de desajustament creixent entre ingressos i despeses. Primer va ser la monarquia, que, amb un patrimoni depauperat, va recórrer a prestadors particulars, sobretot banquers, als quals no va poder pagar els interessos dels crèdits ni retornar-los els capitals manllevats: així, els deutes contrets per Pere el Cerimoniós i els seus fills van causar la fallida de la banca barcelonina de Pere Descaus i Andreu d'Olivella el 1381. La situació era tan crítica que les ciutats, atribuint la crisi de les finances reials al mal govern, van promoure un procés contra els consellers de Joan I.
Martí l'Humà i els reis Trastàmara van intentar redreçar la situació financera de la monarquia promovent una política de recuperació del patrimoni reial alienat, però els llinatges posseïdors de dominis reials alienats i els estaments en general s'hi van oposar. El patrimoni reial alienat va ser venut pels monarques anteriors, generalment a la noblesa. Els únics recursos van ser la petició de subsidis a les Corts i la demanda d'ajuts a les ciutats, que els van concedir amb comptagotes i a canvi de privilegis.
La Generalitat, creada precisament per a recaptar i, en cert sentit, administrar els subsidis concedits per les Corts a la monarquia, va organitzar, també, un sistema propi d'impostos, que gravaven l'exportació de teixits i el comerç en general. El sistema d'impostos creat per la Generalitat incloïa el dret de la bolla sobre l'exportació de teixits i les entrades i eixides sobre el comerç en general.
No obstant això, les seves finances aviat van anar malament, i es va endeutar, com ja van posar de manifest les Corts de Barcelona (1431). L'endeutament va créixer per la minva dels ingressos de les imposicions, que obligava a cercar crèdit, però també perquè, votats els subsidis, generalment s'exigia a la Generalitat lliurar les quantitats compromeses abans de la seva recaptació total, cosa que l'obligava a manllevar diners, pel sistema de la venda de pensions que rebien el nom de censals.
En aquesta època els municipis, sobretot Barcelona i el conjunt de ciutats de la Corona d'Aragó, van afegir a les seves despeses ordinàries, moltes despeses d'ordre militar: construcció de muralles i ajuts a les guerres del rei. Això va complicar les finances i el rendiment brut de les imposicions municipals va començar a baixar. Això va fer necessari, més que abans, recórrer al crèdit i confiar en la captació de capitals procedents de la venda de pensions censals: els títols del deute públic.
Es va entrar, així, en una roda d'endeutament creixent: en les partides anuals d'ingressos, el percentatge de les quantitats rebudes per la venda de pensions era cada cop més gran, mentre en les partides de despeses el percentatge de diners destinats a pagar pensions encara era més gran.

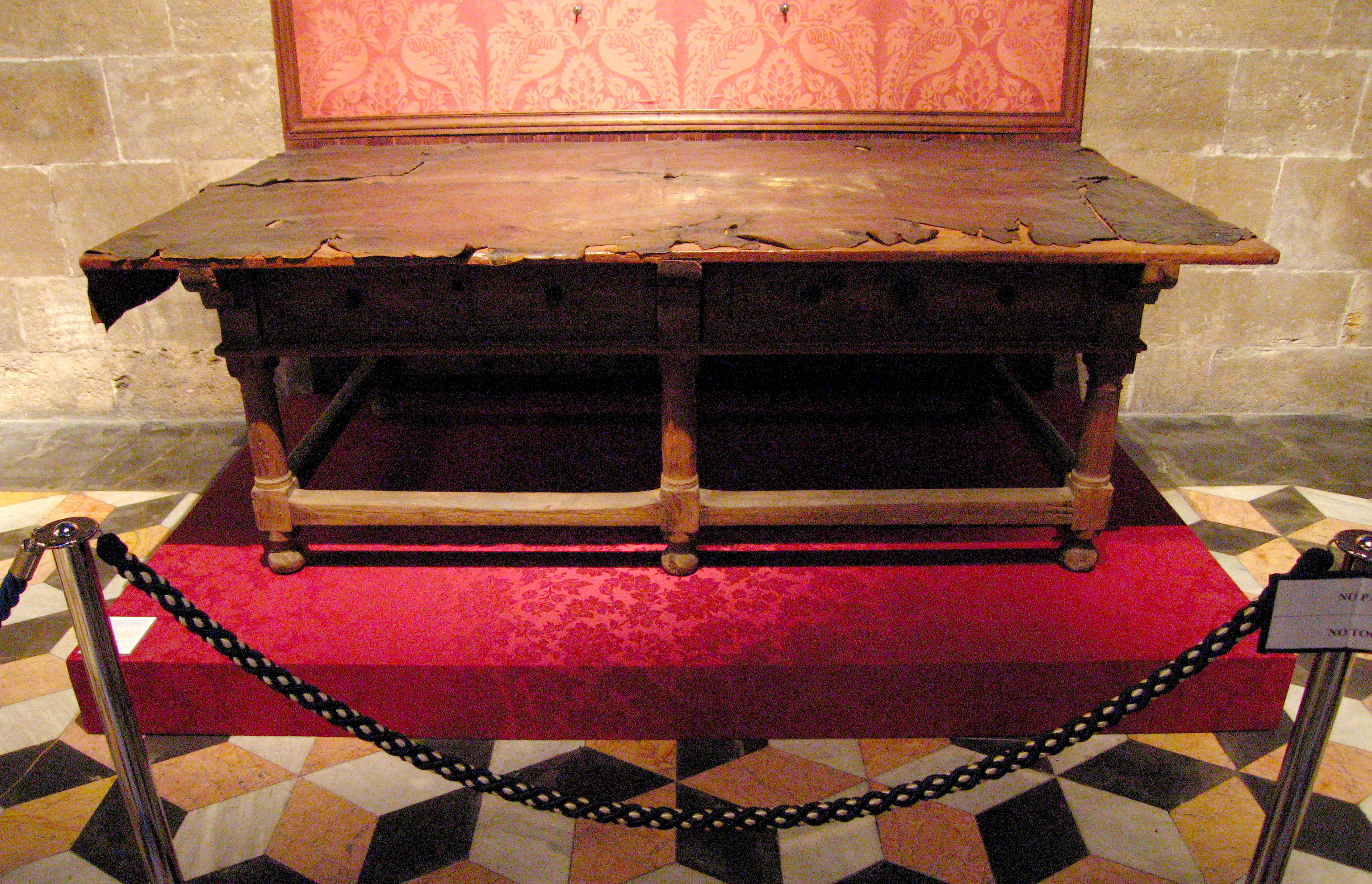
Taula de Canvis i Depòsits de la Ciutat de València.

Per mirar de frenar el procés d'endeutament i eixugar el deute, la ciutat de Barcelona va crear una banca municipal, la Taula de Canvi, que va anar substituint els particulars com a prestadora de la ciutat, però que va fer fallida el 1468, en plena guerra civil catalana.

### Dificultats del comerç i la producció
Encara que durant una bona part del segle XV es va mantenir el comerç català medieval, les dificultats mercantils es van presentar aviat. Semblen indicar-ho les mesures proteccionistes que, a petició d'institucions mercantils, com el Consolat de Mar, el Consell de la Llotja van adoptar els monarques, les Corts i el govern de Barcelona durant els segles xiv i xv.
Les principals mesures proteccionistes van ser les següents: limitacions a l'assegurança d'embarcacions estrangeres (1345), prohibició de la importació de teixits estrangers (1422), limitació i fins prohibició de carregar mercaderies en embarcacions estrangeres a Barcelona i altres ports de la Corona (1345, 1436, 1453 i 1459), i expulsió de mercaders florentins de terres de la Corona (1447).
Aquestes disposicions responien a les rivalitats de genovesos i de catalans, durant el segle xiv, pel control de les rutes mercantils del Mediterrani occidental, la possessió de Sardenya i Còrsega, el mercat castellà d'Andalusia i la ruta que a través de l'estret menava cap a l'Àfrica atlàntica i l'Europa del nord.
Lluny de guanyar en el conflicte, els catalans, confiats que l'entronització dels Trastàmara els asseguraria millors posicions en el mercat castellà, van veure com es consolidava l'aliança de Gènova i Castella, que va convertir el comerç colonial amb Amèrica, al segle xvi, en un negoci castellanogenovès. Al mateix temps, la marina castellana penetrava al Mediterrani, on competia amb la catalana en el negoci del transport, i mercaders i conqueridors castellans i portuguesos apartaven els catalans de les rutes de l'Atlàntic africà (les Canàries, Guinea) i de places marroquines (Ceuta), i desviaven en profit propi les rutes de l'or sudanès. Les investigacions de C. Carrère situen la gran caiguda del tràfic amb ultramar en la dècada de 1430-1440.

## La crisi social a la ciutat
La crisi era sentida amb força desigual per totes les classes socials. Les masses populars urbanes, les més perjudicades a la ciutat, van expressar el seu descontentament, a vegades d'una manera irracional i violenta, com quan van saquejar els calls jueus el 1391. Altres vegades, però, van donar suport a grups que propugnaven adoptar reformes, en les quals dipositaven les esperances d'un canvi social i del redreç de la situació econòmica. Devien ser aquests grups els que van persuadir, ja en ple segle xiv, Pere el Cerimoniós per reformar els governs municipals de Barcelona, Tarragona, Lleida i Girona en el sentit d'ampliar-hi la representació popular, política democratitzadora que Joan I va tirar enrere.
A Barcelona, la resposta als problemes suscitats per la crisi va conduir a una lluita organitzada entre dos partits o faccions, la Busca i la Biga, que es van disputar pel govern municipal i l'aplicació del seu programa.
- La Biga, que representava l'oligarquia urbana tradicional -ciutadans honrats, banquers i mercaders rics-, era un grup conservador i immobilista, format per rendistes, especuladors i mercaders enriquits amb el gran comerç d'importació d'espècies i teixits de qualitat. Els seus membres, tot i que van controlar el govern de la ciutat fins al 1453, no van desenvolupar una vertadera política per a frenar la crisi.

- La Busca era una facció més popular. Estava formada per mercaders i menestrals, i comptava amb el suport popular a través del Sindicat dels Tres Estaments creat el 1452. Econòmicament i políticament representava els interessos de la producció i del comerç d'exportació, i disposava d'un programa coherent basat en tres punts essencials: la devaluació, amb la qual es pretenia frenar l'evasió de moneda, rebaixar els deutes, sobretot els de les institucions, i estimular l'exportació; el proteccionisme, amb el qual es perseguia assegurar el mercat interior per a la producció nacional i la reforma del govern municipal en un sentit democratitzador, amb el qual es volia rompre l'hegemonia de la Biga.

En el transcurs d'aquella lluita entre la monarquia i els estaments, Alfons el Magnànim, per mitjà del seu lloctinent, va instal·lar la Busca en el poder el 1453.
Els buscaires van aplicar immediatament el seu programa, però van topar amb l'obstrucció sistemàtica de la Biga, encastellada a la Generalitat i a les Corts, i van haver de fer concessions. No van obtenir els resultats espectaculars que molts esperaven i van perdre suport popular. Finalment, els seus dirigents van ser eliminats pels de l'oligarquia bigaire en esclatar la guerra civil catalana (1462).

### La crisi social al camp
Durant el segle xiv es va produir un descens brutal de la població rural, del qual resultà l'abandonament de masos i pobles sencers. Els més afectats van ser els pagesos miserables, i es van aprofitar de la seva desgràcia els pagesos de més rendes que van ampliar les explotacions incorporant terres de masos rònecs. Així, ampliant explotacions i concentrant els supervivents sobre les millors terres, el camp preparava la sortida de la crisi, però el redreç va trigar a produir-se perquè la noblesa, que va veure minvar els seus ingressos per la caiguda de la renda, es va intentar refer agreujant el nivell de subjugació i explotació de la pagesia.
Es tractava d'aprofitar les servituds, sobretot la remença, i el dret de maltractar per a mantenir els pagesos supervivents a la terra, forçar-los a pagar més i obligar-los a acceptar les condicions senyorials sobre el destí dels masos rònecs: molts senyors els volien establir de nou o vendre'ls, o, com a mínim, exigir als pagesos que els havien incorporat a les seves explotacions el pagament íntegre de les càrregues.
L'agitació pagesa va començar al final del segle xiv en forma d'amenaces, avalots i agressions a agents senyorials, i, llavors mateix, els darrers monarques de la dinastia catalana, Joan I i Martí I, es van mostrar sensibles a les queixes contra les servituds.
Va començar, així, una política reial filoremença que els Trastàmara van continuar, i a la qual els pagesos van correspondre amb diners i fidelitat.
Alfons el Magnànim va reprendre aquesta política amb vacil·lacions i d'una manera intermitent, i supeditant la política agrària a les perspectives d'obtenir diner dels senyors o dels pagesos per a la política mediterrània. En una primera etapa (1448-1452), Alfons va reglamentar les reunions i l'organització sindical de la pagesia (1448), acceptà d'examinar en el seu tribunal les demandes dels pagesos contra els seus senyors (1449) i va suspendre l'obligatorietat de l'homenatge servil i el reconeixement de servitud. Després, la força dels estaments i els seus diners van induir Alfons el Magnànim a fer-se enrere en la política agrària (1452-1455), a la qual va retornar el 1455, amb una sentència que suspenia els mals usos i la remença, en l'espera que el seu tribunal decidís sobre la causa incoada pels pagesos als seus senyors (Sentència Interlocutòria).
Joan II va perseverar en aquesta línia, i, així, quan els anys 1460-1462 els estaments catalans, representats per la Generalitat, van trencar amb la monarquia, els remences més combatius no van acceptar el projecte de concòrdia elaborat per aquesta institució (1462) i, dirigits per Francesc de Verntallat, van donar suport a Joan II.
Durant la guerra civil catalana (1462-1472), els remences van defensar la reina Joana Enríquez i el seu fill Ferran, assetjats a Girona per les tropes de la Generalitat, i van escometre les forces antijoanistes en diferents fronts, però sobretot a la Muntanya, l'Empordà, el Gironès i la Selva. Tot i aquesta contribució, en acabar la guerra (1472) Joan II no va ser capaç de resoldre el conflicte agrari, i la tensió va persistir, sobretot a la Muntanya.
La solució va correspondre a Ferran el Catòlic, i no sense vacil·lacions, reacció i revolució: el 1481 una constitució va anul·lar la Sentència Interlocutòria de 1455 i va restablir plenament els drets senyorials, i el 1482 el monarca va tornar a autoritzar els sindicats pagesos, però els senyors s'hi van oposar.
Cansats d'esperar, els pagesos més radicals, que també eren els més pobres, es van revoltar (1484-1485) dirigits per Pere Joan Sala. No va ser fins que les tropes reials van desfer aquest moviment i Sala va ser executat cruelment que Ferran II es va trobar amb forces per a dictar la Sentència Arbitral de Guadalupe (1486), que satisfeia les reivindicacions dels remences moderats car s'establia la redempció dels sis mals usos, s'abolia el dret de maltractar i s'extingien una sèrie d'abusos consuetudinaris, treballs personals en terres de senyor i drets de difícil identificació.
Explícitament o implícitament es confirmaven, però, les jurisdiccions senyorials, per les quals els pagesos havien de seguir sent jutjats pels senyors, i els drets de domini directe i senyoria eminent (la renda de la terra). També s'estipulaven multes, condemnes a mort i confiscació de béns per a pagesos implicats en la revolta de Pere Joan Sala.
El 1488, una clàusula addicional oferia garanties als pagesos que havien ampliat explotacions (masos rònecs) que no serien expropiats. Com diu Eva Serra, el resultat va ser la recomposició del sistema feudal i el reforçament dels pagesos grassos.